# Azalī

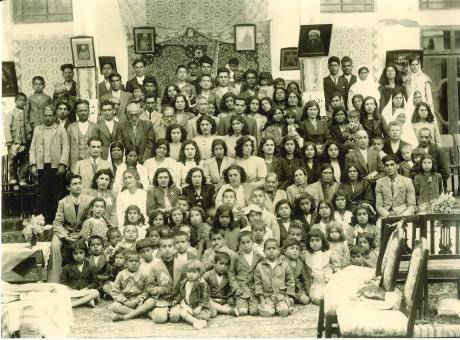
Azalis 1910

Azalī o Azali Bábí es el nombre de un seguidor de Subh-i-Azal y El Báb. Los primeros seguidores de Báb eran conocidos como Bábís, sin embargo, en la década de 1860 se produjo una división después de lo cual la gran mayoría de babíes siguieron a Mirza Husayn `Ali, conocido como Bahá'u'lláh, mientras que la minoría que seguían a Subh-i-Azal se llamaron Azalis. or Azali Bábí Las estimaciones actuales dicen que no hay más que unos miles.